# Terry Gilkyson
Terry Gilkyson (Phoenixville, 1916. június 17. – Austin, 1999. október 15.) amerikai folkénekes, dalszerző.

## Pályafutása
Terry Gilkyson egy texasi farmon nőtt fel. A Pennsylvaniai Egyetemen tanult énekelni. A Második világháború után egy biztosítási irodában dolgozott, de már akkor szerzőként is működött, és dalaival fel is lépett. 1947-ben Kaliforniába költözött, és a Fegyveres Erők rádiójánál kapott egy műsort The Solitary Singer címmel. 1949-ben írta a Cry Of The Wild Goose című dalt, amely Frankie Laine előadásában az 1950-es évek első számú slágere lett.
Az 1950-es évek elején egy rövid időre csatlakozott a The Weavers együtteshez.
Egy rádióműsorban szerepelt Richard Dehrrel és Frank Millerrel, akik The Easy Riders néven klubokban is felléptek. Aztán Gilkyson csatlakozott az együtteshez, amely az 1950-es és 1960-as évek egyik legismertebb folk együttesévé vált. A Marianne című szám volt az együttes egyik legismertebb száma.
1956-ban Terry Gilkyson írta és énekelte a Red Sundown és a Raw Edge westernek főcímdalait.
Gilkyson az 1960-as években a Disney Studios filmjeihez szerzett zenét. A leghíresebb ezek közül a Balu dala volt (The Jungle Book, 1967), amiért Gilkysont Oscar-díjra jelölték.

## Lemezeiből
- 1949: The Cry Of The Wild Goose / Oh Brandy Leave Me Alone
- 1951: The Solitary Singer / Runnin' Away
- 1951: Stay Awhile / Rollin’ Stone
- 1951: Across The Wide Missouri / On Top Of Old Smokey (Terry Gilkyson & The Weavers)
- 1951: Fast Freight / Hoofbeat Serenade
- 1951: Nellie Lou / The Tick Tock Song
- 1951: Mr. Buzzard / Ev'ryone's Crazy 'Ceptin' Me
- 1952: Fond Affection / The Man You Don't Meet Everyday
- 1956: Marianne / Goodbye Chiquita (Terry Gilkyson & The Easy Riders)
- 1957: Shorty Joe / Blue Mountain (Terry Gilkyson & The Easy Riders)
- 1957: South Coast / Times (The Easy Riders)
- 1957: Tina / Strollin' Blues (The Easy Riders)
- 1957: Kari Waits For Me / Windjammer (The Easy Riders)
- 1957: South Coast / Times (The Easy Riders)
- 1958: Wanderin' Blues / Sweet Sugar Cane (The Easy Riders)
- 1958: Lonesome Rider / Times / Fare Thee Oh Babe / Shorty Joe (7" EP)
- 1959: Ballad Of The Alamo / The Green Leaves Of Summer (The Easy Riders)
- 1959: East Virginia / John Henry (The Easy Riders)

## Díjak
- 1967: The Jungle Book – Oscar-díj jelölt volt

## Filmek
- Terry Gilkyson az IMDb-n